# Liste italienischer Jagdflieger im Ersten Weltkrieg
In der Liste italienischer Jagdflieger im Ersten Weltkrieg sind Jagdpiloten des italienischen Corpo Aeronautico Militare im von 1914 bis 1918 dauernden Ersten Weltkrieg aufgeführt, die 20 oder mehr Abschüsse erzielt hatten.

## Übersicht
Die Tabelle enthält die italienischen Flieger mit mehr als 20 bestätigten Abschüssen mit
- Name
- Dienstgrad
- Zahl der bestätigten plus der unbestätigten Luftsiege (L)
- Auszeichnungen
- Einheit
- Todesdatum (†)

Anmerkung: Die Liste ist sortierbar: Durch Anklicken eines Spaltenkopfes wird die Liste nach dieser Spalte sortiert, zweimaliges Anklicken kehrt die Sortierung um.
| Name                    | Bild | Rang     | L         | Auszeichn.           | Squadriglia                | †                |
| ----------------------- | ---- | -------- | --------- | -------------------- | -------------------------- | ---------------- |
| Francesco Baracca       |      | Maggiore | 34        | 1 MO, 3 MA, 1 MB     | 1ª, 70ª, 91ª               | 19. Juni 1918    |
| Silvio Scaroni          |      | Capitano | 26        | 1 MO, 3 MA           | 4ª, 43ª, 44ª, 76ª, 86ª     | 16. Februar 1977 |
| Pier Ruggiero Piccio    |      | Capitano | 24        | 1 MO, 2 MA, 1 MB     | 3ª, 70ª, 77ª, 91ª          | 31. Juli 1965    |
| Flavio Baracchini       |      | Capitano | 21 (+10?) | 1 MO, 2 MA, CLH, CML | 7ª, 26ª, 76ª, 81ª          | 18. August 1928  |
| Fulco Ruffo di Calabria |      | Capitano | 20        | 1 MO                 | 1ª, 4ª, 42ª, 44ª, 70ª, 91ª | 23. August 1946  |

Auf italienischer Seite wurden im Ersten Weltkrieg insgesamt 643 Luftsiege amtlich dokumentiert. Dem gegenüber kehrten 128 italienische Flugzeuge und deren Besatzungen nicht mehr vom Einsatz zurück.